# Monstera egregia
Monstera egregia — квіткова рослина, що належить до роду Monstera родини Araceae.

## Розповсюдження
Він походить від Центральної та Південної Мексики до Белізу.